# Sargé-lès-le-Mans
Sargé-lès-le-Mans – miejscowość i gmina we Francji, w regionie Kraj Loary, w departamencie Sarthe.
Według danych na rok 1990 gminę zamieszkiwało 2 870 osób, a gęstość zaludnienia wynosiła 207 osób/km² (wśród 1504 gmin Kraju Loary Sargé-lès-le-Mans plasuje się na 177. miejscu pod względem liczby ludności, natomiast pod względem powierzchni na miejscu 827.).